# Noah Gordon
Noah Gordon (n. 11 noiembrie 1926, Worcester, Massachusetts, SUA – d. 22 noiembrie 2021, Dedham⁠(d), Massachusetts, SUA) a fost un scriitor american.
Gordon a absolvit în 1950  jurnalistica și engleza la Boston University. A fost corespondent mai mulți ani la publicația Boston Herald. Primul lui roman de succes a fost Rabinul. Au urmat o serie de succese literare cu romanele Doctorul, Șamanul,  Matters of Choice. Unul dintre personajele din romanul Docttorul este Avicenna. Cele mai recente romane ale sale s-au ocupat de teme ca inchiziția și istoria culturii iudaice.

## Premii
- „James Fenimore Cooper Prize for Historical Fiction“ i s-a acordat în anul 1993 pentru romanul Șamanul.

## Opere
- The Rabbi (1965) (Rabinul)
- The Death Committee (1969) (Clinica: comitetul morții)
- The Jerusalem Diamond (1979) (Diamantul Ierusalimului)
- The Physician (1986) (trilogia familei Cole)  (Doctorul)
- Shaman (1992) (trilogia familei Cole) (Șaman)
- Matters of Choice (1996) (trilogia familei Cole) (O problemă de alegere)
- The Last Jew (2000) (Ultimul evreu)
- Sam and Other Animal Stories (2002) (povești pentru copii)
- The Winemaker (2007) (Catalanul)

## Traduceri
- Casa de pe colină, traducere Ioana-Ruxandra Frunteleta, București, Vivaldi, 1999;
- Doctorul, traducere Ioana-Ruxandra Frunteleta, București, Vivaldi, 2004.